# Мисаил (Крылов)
Епископ Мисаил (в миру Михаил Иванович Крылов; 2 или 4 июля 1837—1919) — епископ Русской православной церкви, епископ Олонецкий и Петрозаводский (1905—1908), епископ Могилёвский и Мстиславский (1896—1904), епископ Орловский и Севский (1889—1896).

## Биография
Родился 2 или 4 июля 1837 году в селе Чуровском Череповецкого уезда Новгородской епархии (Ныне — Шекснинский район, Вологодская область, Россия) в семье сельского пономаря. В 5 лет потерял отца. Нужда и лишения, которые он испытал в юности, сделали его отзывчивым к чужому горю.
По окончании Новгородской духовной семинарии в 1859 году поступил послушником в Юрьев монастырь. 1 ноября 1861 года пострижен в монашество и 8 ноября рукоположён во иеродиакона. 2 февраля 1864 года рукоположён во иеромонаха.
В 1867 году окончил Санкт-Петербургскую духовную академию (принят в неё в 1862 году вольнослушателем, в 1863 году стал действительным студентом). С 2 октября 1868 года — преподаватель Саратовской духовной семинарии. 19 марта 1870 года удостоен степени кандидата богословия. 2 марта 1875 года возведён в сан игумена.
9 апреля 1878 года возведён в сан архимандрита и назначен исполняющим должность ректора Калужской духовной семинарии. С 23 октября 1879 года — ректор Тифлисской духовной семинарии.
20 февраля 1883 года хиротонисан во епископа Можайского, викария Московской епархии.
С 4 мая 1885 года — епископ Дмитровский, викарий той же епархии.
С 3 июня 1889 года — епископ Орловский и Севский.
С 10 августа 1896 года — епископ Могилёвский и Мстиславский.
29 апреля 1904 года уволен на покой с назначением настоятелем Жировицкого монастыря Гродненской епархии.
С 24 декабря 1905 года — епископ Олонецкий и Петрозаводский.
21 ноября 1908 года уволен на покой с назначением управляющим Ставропигиальным Симоновым монастырём в Москве.
С 5 декабря 1908 года — штатный член Московской Синодальной Конторы.
Отличался щедрой благотворительностью. Только на благоукрашение и поддержание находящейся в его родном селе церкви с 1892 по 1913 годы пожертвовал 70.800 рублей. В 1906 году в Петрозаводске на его средства была открыта бесплатная столовая для нищих во дворе архиерейского дома.
21 сентября 1917 года уволен согласно прошению от должности член Московской Синодальной Конторы и управляющего Московским Симоновым монастырём с назначением ему местожительства в Кирилло-Белозерском монастыре Новгородской епархии.
17 сентября 1918 года совершил совершил заочное отпевание расстрелянных 15 сентября Варсонофия (Лебедева), игуменьи Ферапонтова монастыря Серафимы (Сулимовы), дворянина Михаила Трубникова, гласного городской думы Николая Бурлакова, крестьян Анатолия Барашкова и Филиппа Марышева.
Умер в 1919 году. Согласно завещанию, был погребен в селе Чуровском.

## Сочинения
- Заслуги и значение северных русских монастырей в исторической судьбе России. (Кандидатское сочинение).
- «Собеседования с глаголемыми старообрядцами, происходившие в Москве, в доме Шумова, в 1883—1884 гг.»
- Богородицкая Площанская общежительская пустынь Севского уезда Орловской епархии в возрожденном и обновленном виде. — Орел : типо-лит. В. П. Матвеева, 1897. — 62 с. — Перепеч. из «Орлов. епарх. вед.» за 1896 г.
- Московский мужской Симонов монастырь. — М., 1911.
- Как помочь душам умерших?